# 오마에자키시
오마에자키시(일본어: 御前崎市)는 일본 시즈오카현 중서부에 있는 도시이다. 오마에곶 일대를 관할한다.

## 지리
시즈오카현 서부, 엔슈 동부의 엔슈 동남단에 위치하며, 시즈오카현 최남단에 있는 도시이다.
시즈오카시에서 남쪽으로 약 130km 떨어져 있고 태평양으로 뻗은 반도의 끝에 위치한다. 시의 대부분은 완만한 구릉과 계곡으로 이루어져 있지만 반도의 동쪽 해안에는 가파른 절벽도 존재한다. 일본의 많은 지역처럼 시즈오카현은 지진대에 놓여 있어 작은 지진이 자주 발생한다. 오마에자키 지역은 또한 쓰나미의 위험도 있다.
시즈오카현은 일본에서 온화한 기후를 가진 곳으로 알려져 있고, 그 위치 때문에 오마에자키는 10월부터 4월까지 강한 해풍이 분다. 7월부터 9월까지는 태풍의 영향을 자주 받는다. 여름에는 시즈오카현 내륙 지역에 비해 시원한 편이다.

## 인구
| 연도 | 인구   | ±%     |
| ---- | ------ | ------ |
| 1940 | 24,363 | —      |
| 1950 | 29,721 | +22.0% |
| 1960 | 28,894 | −2.8%  |
| 1970 | 27,402 | −5.2%  |
| 1980 | 30,774 | +12.3% |
| 1990 | 34,237 | +11.3% |
| 2000 | 36,059 | +5.3%  |
| 2010 | 34,700 | −3.8%  |

## 기후
| 오마에자키시의 기후                                          | 오마에자키시의 기후 | 오마에자키시의 기후 | 오마에자키시의 기후 | 오마에자키시의 기후 | 오마에자키시의 기후 | 오마에자키시의 기후 | 오마에자키시의 기후 | 오마에자키시의 기후 | 오마에자키시의 기후 | 오마에자키시의 기후 | 오마에자키시의 기후 | 오마에자키시의 기후 | 오마에자키시의 기후 |
| 월                                                           | 1월                 | 2월                 | 3월                 | 4월                 | 5월                 | 6월                 | 7월                 | 8월                 | 9월                 | 10월                | 11월                | 12월                | 연간                |
| ------------------------------------------------------------ | ------------------- | ------------------- | ------------------- | ------------------- | ------------------- | ------------------- | ------------------- | ------------------- | ------------------- | ------------------- | ------------------- | ------------------- | ------------------- |
| 역대 최고 기온 °C (°F)                                       | 19.2 (66.6)         | 22.8 (73.0)         | 23.5 (74.3)         | 25.5 (77.9)         | 27.6 (81.7)         | 31.6 (88.9)         | 36.7 (98.1)         | 36.4 (97.5)         | 33.7 (92.7)         | 29.8 (85.6)         | 26.1 (79.0)         | 22.6 (72.7)         | 36.7 (98.1)         |
| 일평균 최고 기온 °C (°F)                                     | 10.7 (51.3)         | 11.5 (52.7)         | 14.4 (57.9)         | 18.3 (64.9)         | 21.9 (71.4)         | 24.4 (75.9)         | 27.9 (82.2)         | 29.8 (85.6)         | 27.4 (81.3)         | 23.0 (73.4)         | 18.2 (64.8)         | 13.1 (55.6)         | 20.1 (68.2)         |
| 일일 평균 기온 °C (°F)                                       | 6.9 (44.4)          | 7.5 (45.5)          | 10.5 (50.9)         | 14.7 (58.5)         | 18.6 (65.5)         | 21.5 (70.7)         | 25.0 (77.0)         | 26.7 (80.1)         | 24.4 (75.9)         | 19.9 (67.8)         | 14.8 (58.6)         | 9.4 (48.9)          | 16.7 (62.1)         |
| 일평균 최저 기온 °C (°F)                                     | 3.3 (37.9)          | 3.5 (38.3)          | 6.5 (43.7)          | 11.2 (52.2)         | 15.6 (60.1)         | 19.3 (66.7)         | 22.9 (73.2)         | 24.5 (76.1)         | 21.9 (71.4)         | 17.0 (62.6)         | 11.4 (52.5)         | 5.8 (42.4)          | 13.6 (56.5)         |
| 역대 최저 기온 °C (°F)                                       | −5.4 (22.3)         | −5.2 (22.6)         | −3.2 (26.2)         | −0.1 (31.8)         | 5.1 (41.2)          | 11.3 (52.3)         | 15.2 (59.4)         | 18.5 (65.3)         | 11.8 (53.2)         | 6.4 (43.5)          | 0.7 (33.3)          | −3.5 (25.7)         | −5.4 (22.3)         |
| 평균 강수량 mm (인치)                                        | 78.7 (3.10)         | 105.4 (4.15)        | 167.5 (6.59)        | 200.9 (7.91)        | 213.4 (8.40)        | 257.0 (10.12)       | 221.6 (8.72)        | 146.6 (5.77)        | 237.5 (9.35)        | 255.7 (10.07)       | 134.3 (5.29)        | 76.2 (3.00)         | 2,094.8 (82.47)     |
| 평균 강수일수 (≥ 0.5 mm)                                     | 6.3                 | 7.3                 | 10.8                | 10.6                | 10.9                | 13.1                | 10.9                | 8.0                 | 12.5                | 10.8                | 8.2                 | 6.7                 | 116.2               |
| 평균 상대 습도 (%)                                           | 59                  | 60                  | 65                  | 71                  | 78                  | 85                  | 87                  | 84                  | 79                  | 73                  | 68                  | 62                  | 73                  |
| 평균 월간 일조시간                                           | 204.1               | 187.9               | 198.2               | 201.2               | 203.4               | 148.4               | 188.0               | 237.1               | 174.2               | 162.3               | 171.4               | 196.6               | 2,272.8             |
| 출처: 일본 기상청 (평년값: 1991년~2020년, 극값: 1932년~현재) |                     |                     |                     |                     |                     |                     |                     |                     |                     |                     |                     |                     |                     |

## 역사
- 2004년 4월 1일 - 하이바라군 오마에자키정, 오가사군 하마오카정이 합병해 시로 승격하였다.

## 경제
어업과 녹차 재배는 오랜 역사를 가지고 있고 현재도 지역 경제에서 중요한 역할을 하고 있다. 최근에는 구 하마오카정 자리에 원자력 발전소가 입지하여 투자가 이루어졌다. 여름에는 많은 관광객들이 해양 스포츠를 즐기기 위해 찾아오며 오마에자키의 해변은 지역 경제에서 중요한 역할을 담당한다.

## 교통

### 도로
- 국도 제150호선

## 자매 도시
- 일본 나가노현 다카모리정
- 대한민국 경상북도 울진군